# Hylesia gamelioides
Hylesia gamelioides är en fjärilsart som beskrevs av Michener 1952. Hylesia gamelioides ingår i släktet Hylesia och familjen påfågelsspinnare. Inga underarter finns listade i Catalogue of Life.